# Тип спаривания

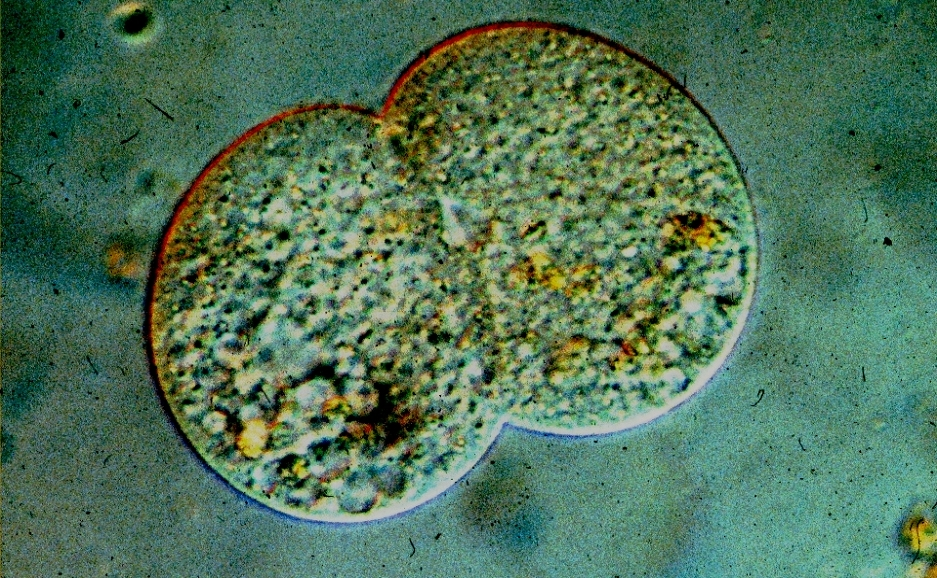
Конъюгация у клеток инфузорий Colpoda cucullus

Тип спа́ривания, или полово́й тип, — понятие, применяемое по отношению к микроорганизмам, у которых есть половой процесс (конъюгация, изогамия или анизогамия), но к которым классическое понятие биологического пола неприменимо, так как у них отсутствуют яйцеклетки и сперматозоиды как таковые (то есть гаметы, различные структурно и по размеру). Вместо этого у них может происходить передача генетической информации между клетками при их непосредственном контакте, но не сопровождающаяся слиянием клеток (конъюгация) или слияние одинаковых (изогамия) или одинаковых по строению, но различных только по размеру (анизогамия) гамет. Вступать во взаимодействие могут только клетки различных половых типов.
У одинаковых клеток (например, инфузорий или при изогамии) противоположные половые типы обозначают «+» и «−». В случае анизогамии более крупную клетку называют женской, более мелкую — мужской. У бактерий мужской клеткой называют носителя фактора фертильности — F-плазмиды, благодаря которому при конъюгации эта клетка выступает в роли донора генетической информации. Клетку-реципиента в этом случае именуют женской.
Определение типов спаривания может происходить различным образом. У инфузорий за это могут отвечать два или несколько аллелей одного или различных генов; у дрожжей определение типов спаривания происходит по сложному механизму, названному кассетным, сопровождаемому конверсией генов.
Система половых типов особенно хорошо развита у грибов. Аскомицеты, как правило, имеют два половых типа: Mat 1-1 и Mat 1-2 (противоположные половые типы дрожжей обозначаются как a и α). Локусы, различные у аскомицет разных половых типов, называют идиоморфами. Кодируемые ими белки являются транскрипционными факторами, возможно, различного происхождения, регулирующими как ранние, так и поздние этапы полового цикла. Гетероталличные аскомицеты образуют гаметы, несущие один вариант локуса Mat, и сингамия возможна только между гаметами, несущие противоположные варианты этого локуса (это наблюдается, например, у дрожжей Saccharomyces cerevisiae, применяемых в хлебопечении). У гомоталличных аскомицетов любая гамета может сливаться с каждой гаметой (в том числе и собственными митотическими потомками), потому что каждая гамета содержит два альтернативных варианта локуса Mat. У базидиомицетов имеются тысячи различных типов спаривания.